# Hemilea pilosa
Hemilea pilosa es una especie de insecto del género Hemilea de la familia Tephritidae del orden Diptera.

## Historia
Ito la describió científicamente por primera vez en el año 1984.